# John William Jagger

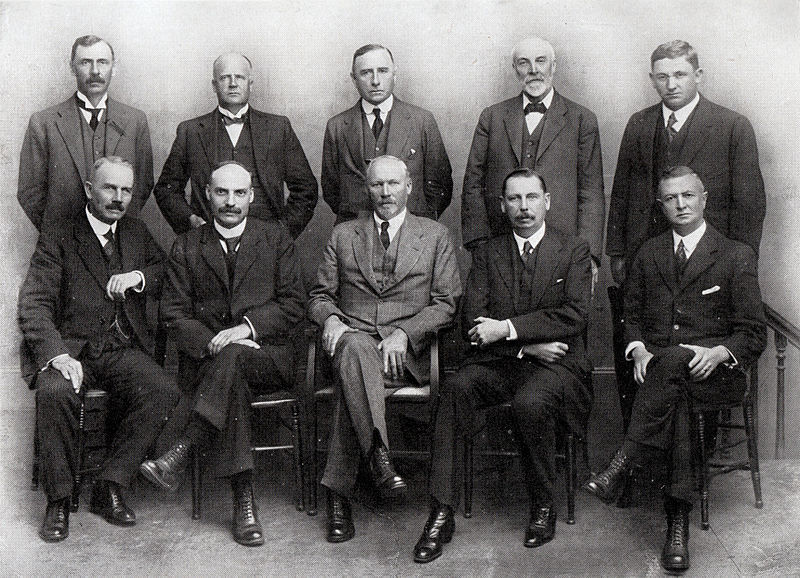
Le gouvernement Smuts en 1923:
Assis au 1er rang : Thomas Watt, F.S. Malan, Jan Smuts, Thomas Smartt, Henry Burton
Debout au 2nd rang : N.J. de Wet, Deneys Reitz, Patrick Duncan, J.W. Jagger et Hendrik Mentz.

John William Jagger (né le 20 septembre 1859 en Angleterre et mort le 20 juin 1930 au Cap en Afrique du Sud) était un homme d'affaires et un homme politique sud-africain, membre du parlement de 1910 à 1929 et ministre des chemins de fer de 1921 à 1924.
Né dans le Yorkshire en Grande-Bretagne, il immigre dans la colonie du Cap en 1883 puis s'installe au Transvaal en 1886. Il fonde sa propre entreprise (J.W. Jagger & Co) spécialisée dans l'importation de produits textiles et devient l'un des plus importants grossistes du pays.
En 1903, il est élu au parlement du Cap où il défend le libre-échange en matière commerciale. En 1908-1909, il participe à la convention nationale qui porte sur les fonts baptismaux le projet d'union de l'Afrique du Sud et en 1910 est élu au nouveau parlement national.
En 1921, il est nommé ministre des chemins de fer dans le gouvernement de Jan Smuts.

## Source
- P.F. van der Schyff, Dictionary of South African, Vol I Pretoria: National Council for Social Research, 1968, pp. 407 - 408